# Consolidación de suelos
Se denomina consolidación de un suelo a un proceso de reducción de volumen de los suelos finos cohesivos (arcillas y limos plásticos), provocado por la actuación de solicitaciones (cargas) sobre su masa y que ocurre en el transcurso de un tiempo generalmente largo. Producen asientos, es decir, hundimientos verticales, en las construcciones que pueden llegar a romper si se producen con gran amplitud. Una parte importante del proceso de consolidación está ligada a la expulsión de fluidos presentes en el suelo, asociada a una reducción de la presión intersticial y al consiguiente aumento de las tensiones efectivas, que producen una reducción del volumen de las capas del suelo.

## Descripción
Al observar los depósitos de material muy blandos situados en el fondo de una masa de agua, por ejemplo un lago, se nota que el suelo reduce su volumen conforme pasa el tiempo y aumentan las cargas sobre el suelo, se les llama proceso de consolidación.
Frecuentemente ocurre que durante el proceso de consolidación permanece esencialmente igual la posición relativa de las partículas sólidas sobre un mismo plano horizontal. Así, el movimiento de las partículas de suelo puede ocurrir solo en la dirección vertical, proceso denominado consolidación unidimensional.
La consolidación de un suelo es un proceso lento, puede durar meses y hasta años. Es un proceso asintótico, es decir, que al comienzo es más veloz, y se va haciendo cada vez más lento, hasta que el suelo llega a una nueva situación de equilibrio en la que ya no se mueve. 
El no tomar en cuenta este posible movimiento del suelo al proyectar una estructura sobre él puede llevar a consecuencias catastróficas tales como la inclinación, fisuración e incluso el colapso de la misma. En muchos casos es necesario pre-consolidar el suelo antes de proceder a la construcción de una obra importante, como puede ser, por ejemplo, un edificio o una carretera. La preconsolidación se hace el terreno con un peso semejante o mayor que el que deberá soportar una vez construida la obra, para esto se deposita en la zona interesada una cantidad de tierra con el peso equivalente de la obra.

## Análisis de la consolidación

### Analogía del muelle (resorte)
El proceso de consolidación suele ser explicado con el modelo idealizado de un sistema compuesto por un muelle (resorte), un cilindro con un agujero y relleno de agua. En este sistema el muelle representa la compresibilidad o la estructura propia del suelo, y el agua es el fluido que se encuentra en los vacíos entre los poros. El modelo fue propuesto por Terzaghi como una modificación de un modelo originalmente sugerido por Lord Kelvin para otros fines.

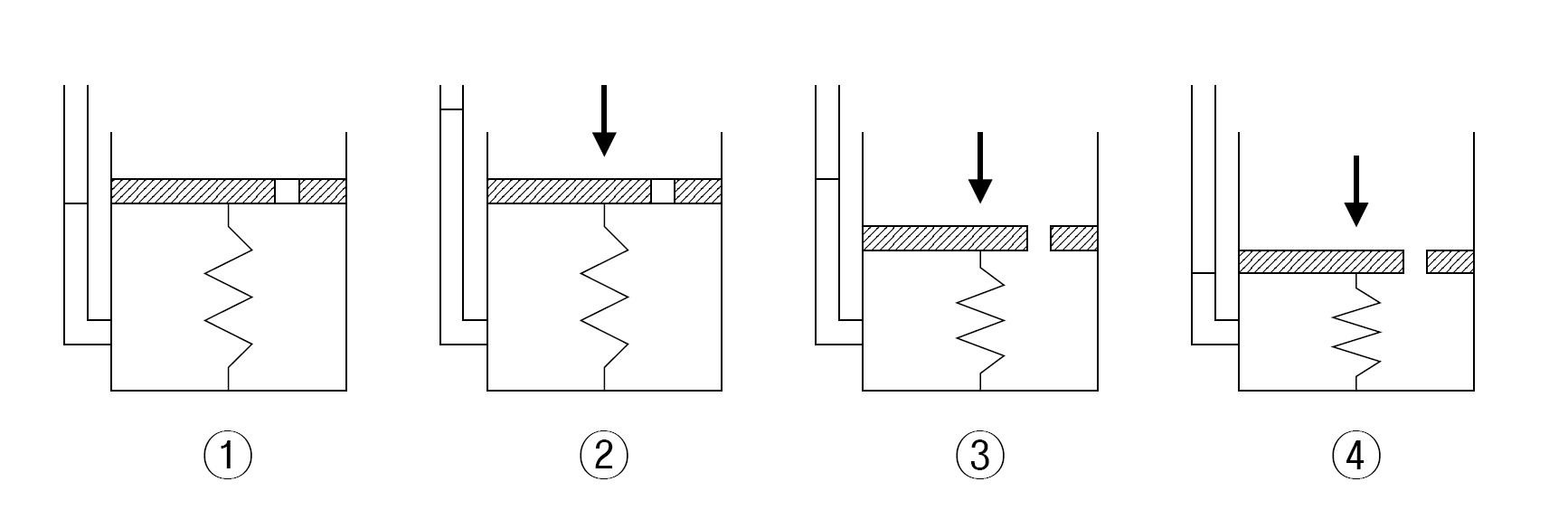
La consolidación primaria se puede asemejar al mecanismo de un émbolo relleno de agua y sin salida.

1. El cilindro está completamente lleno de agua, y el agujero está cerrado (Suelo saturado)
2. Una carga es aplicada sobre el muelle mientras el orificio sigue cerrado. En esta etapa, el agua resiste la carga aplicada. (Desarrollo de presiones excesivas en los poros de agua)
3. Cuando se abre el orificio, el agua comienza a drenar y el muelle se acorta. (Drenaje excesivo de los poros de agua)
4. Después de cierto tiempo, el drenaje de agua termina. Ahora el muelle resiste por sí solo la carga aplicada. (Total disipación del exceso de presión de agua en los poros. Fin de la consolidación.

### Consolidación primaria
Este método asume que la consolidación ocurre en una sola dimensión. Los datos de laboratorio utilizados han permitido construir una interpolación entre la deformación o el índice de vacíos y la tensión efectiva en una escala logarítmica. La pendiente de la interpolación es el índice de compresión. La ecuación para el asiento de consolidación de un suelo normalmente consolidado puede ser determinada entonces como: 
{\displaystyle \delta _{c}={\frac {C_{c}}{1+e_{0}}}H\log \left({\frac {\sigma _{zf}'}{\sigma _{z0}'}}\right)\ }
donde:
δc es el asiento debido a la consolidación.
Cc es el índice de compresión.
e0 es el índice de vacíos inicial.
H es la altura de suelo consolidable.
σzf es la tensión vertical final.
σz0 es la tensión vertical inicial.
Cc puede ser reemplazada por Cr (índice de recompresión) para usar en suelos sobreconsolidados donde la tensión final efectiva es menor que la tensión de preconsolidación, o lo que es lo mismo, para suelos que hubieran sido consolidados con más intensidad en el pasado. Cuando la tensión final efectiva sea mayor que la tensión de preconsolidación, las dos ecuaciones deben ser usadas en combinación de un modelo conjunto como sigue: 
{\displaystyle \delta _{c}={\frac {C_{r}}{1+e_{0}}}H\log \left({\frac {\sigma _{zc}'}{\sigma _{z0}'}}\right)+{\frac {C_{c}}{1+e_{0}}}H\log \left({\frac {\sigma _{zf}'}{\sigma _{zc}'}}\right)\ }
donde σzc es la tensión de preconsolidación del suelo.

### Consolidación secundaria
La consolidación secundaria tiene lugar después de la consolidación primaria a consecuencia de procesos más complejos que el simple flujo de agua como pueden ser la reptación, la viscosidad, la materia orgánica, la fluencia o el agua unida mediante enlace químico algunas arcillas. En arenas el asiento secundario es imperceptible, pero puede llegar a ser muy importante para otros materiales como la turba. 
La consolidación secundaria se puede aproximar mediante la siguiente fórmula:
{\displaystyle S_{s}={\frac {H_{0}}{1+e_{0}}}C_{a}\log \left({\frac {t}{t_{90}}}\right)\ }
Donde H0 es la altura de consolidación media

e0 es el índice inicial de vacíos

Ca es el índice secundario de compresión

## Dependencia del tiempo
Dependiendo del material la consolidación puede variar entre un proceso en segundos (como la arena) o un proceso que dure décadas como la arcilla debido a la diferencia de conductividad hidráulica. A partir de la diferencia en el tiempo de la consolidación, podemos hablar de consolidación primaria (duración de meses o unos pocos años) y consolidación secundaria (décadas y cientos de años).

### Diferencia entre consolidación y compactación
La consolidación es un proceso acoplado de flujo y deformación producida en suelos totalmente saturados. Por lo tanto, no es posible hablar de consolidación en terrenos en los que el grado de saturación es inferior a 1 ya que en ese caso hablamos de compactación. A raíz de esto, hablamos de compactación cuando el terreno no está totalmente saturado y actúan fuerzas sobre el terreno tales como la succión capilar del agua intersticial.
En estos casos y en otros similares, las características de la consolidación de los estratos de arcilla pueden investigarse cualitativamente, con aproximación razonable, realizando pruebas como un ensayo edométrico o ensayos triaxiales sobre especímenes representativos del suelo, extraídos en forma inalterada. Se puede así calcular la magnitud y la velocidad de los asentamientos probables a las cargas aplicadas así como el tiempo de consolidación.